# Ceriophora
Ceriophora — рід грибів родини Cainiaceae. Назва вперше опублікована 1919 року.

## Класифікація
До роду Ceriophora відносять 2 види:
- Ceriophora duby
- Ceriophora palustris